# Bandar Abbas (shahrestan)
Bandar Abbas eller Bandar-e Abbas (persiska: بندر عباس), egentligen Shahrestan-e Bandar-e Abbas (شهرستان بندر عباس), är en shahrestan, delprovins, i Iran. Den ligger vid Hormuzsundet i provinsen Hormozgan, i den sydöstra delen av landet. Bandar Abbas shahrestan hade vid 2016 års folkräkning 680 366 invånare.
Huvudort är hamnstaden med samma namn, Bandar Abbas.